# Dichagyris elbursica
Dichagyris elbursica là một loài bướm đêm thuộc họ Noctuidae. Loài này phân bố ở almost all mountain systems on higher altitudes của Cận Đông và Trung Đông, Trung Á và Afghanistan.
Con trưởng thành bay từ tháng 6 đến tháng 8. Có một lứa một năm.